# ヤ・ク・ソ・ク
『ヤ・ク・ソ・ク』は、毎日放送テレビ（MBSテレビ）制作・TBS系のドラマ30枠で2005年5月30日から7月29日まで放送されたドラマである。全45回。

## 概要
偶然出会ったごく普通の主婦と年下の韓国人男性の禁じられた純愛を、日韓交流年にふさわしく国際色豊かに、かつ韓流ドラマのテイストを随所に絡ませながら描く異色のラブストーリーである。
南野陽子は昼ドラマでは愛の劇場「一攫千金夢家族シリーズ」で主演を務めたが、ドラマ30への出演は初めてで、役作りのために髪型をショートヘアにするなど、力を入れていた。

## あらすじ
主婦の井手葉子（南野）は大学教授の明彦（升毅）や子供たちとともに一見幸せそうな生活をしていたが、実際には生活環境などの関係からすれ違いが多く、葉子自身も不安を抱えていた。2人が結婚して15年目のある日、雨宿りをしていた葉子の前に韓国人・チョン・ソンジェ（ヤン・ジヌ）が現れ、差していた傘を渡して立ち去ってしまう。その後、自転車で転倒した葉子はソンジェと再会。葉子はチェーンのはずれた自転車を修理して汚れたソンジェのTシャツを洗濯してくることを約束する。

## キャスト
- 井手 葉子 - 南野陽子
- チョン・ソンジェ - ヤン・ジヌ
- 井手 昭彦 - 升毅
- 井手 志保 - 高畠華澄→三津谷葉子
- 井手 和哉 - 松岡和暉→結城洋平
- 芹沢 由紀 - 久本朋子
- 金田 恭一 - 小林正寛
- チョン・ソンウ - キム・ジョンフン
- 真鍋 尚美 ‐ 宮田早苗
- 水木 佳織 - 清水美那
- 坂崎 悦子 - 渡辺典子
- 大城 千草 ‐ あいはら友子
- 安岡 慎司 - 田村亮

## スタッフ
- 脚本: 関根俊夫、栗本志津香、千島桃子、藤原環
- 制作: 薮内広之 (MBS)
- プロデューサー: 登坂琢磨 (MBS) 、川島永次（ホリプロ）
- プロデューサー補: 小坂智尚、榎みちる
- 企画協力: 石川結貴
- 演出: 樹木雅彦（ホリプロ）、大垣一穂（ザ・ワークス）、大久保智己（テレパック）
- 音楽: 栗山和樹
- 番組宣伝: 中枝紫織、渡辺優子 (MBS)
- インターネット: 加々本裕樹、宮岡修武
- オープニングタイトルバック: 石川北二、松浦亮太
- 技術協力: 東通、エヌ・エス・ティー、サンライズアート、TAMCO、ブル
- スタジオ: 緑山スタジオ・シティ
- 美術協力: フジアール
- 車輌: I･D･A
- 音楽協力: ミリカ・ミュージック
- 製作: 毎日放送テレビ　ホリプロ

## 主題歌
- 『Love,Again』
  - 1st Half[female]（第1話-第19話）：sona
  - 2nd Half[male]（第20話-第45話）：10,000 Promises.

同じ曲だが、歌詞は女性、男性の立場での思いをそれぞれしたためている。

## 関連商品
- コミック版（山田也：作画、2005年9月16日発売、集英社クイーンズコミックス、ISBN 9784088652986） - 『YOU』で連載された後、コミック化。
- ノベライズ版（関根俊夫：脚本、藤原環：著、登坂琢磨：監修、2005年7月発売、竹書房、ISBN 9784812422755）
- DVD-BOX（2005年10月5日発売）